# Забти
Забти (англ. zabti (zabt, zabiti) (debt—долг), хинди ज़ब्त — экспроприировать, перс. — регулировать) — налоговая система сельскохозяйственного производства в некоторых регионах (в Северной Индии, а также в Малве и некоторых частях Гуджарата) Могольской империи, введённая Тодаром Малом при Акбаре I Великом. Основывалась на данных о посевных площадях, урожае и ценах на сельскохозяйственные товары.
Согласно этой системе, заминдары или райаты должны были платить государству индивидуально установленный налог. Налог выплачивался в деньгах, из-за чего землевладельцам приходилось продавать свои товары на рынках. Иногда проводилась переоценка ранее измеренных земель.
При Акбаре этот налог равнялся одной трети урожая. Определение его размера в каждый сезон было мероприятием трудоемким и дорогостоящим, и частично оплата этих работ ложилась на самих земледельцев. При этом большим преимуществом данной системы были невозможность передачи сбора налога на откуп, и установления налогообложения 
больших территорий на основании одной лишь предварительной оценки.
Эта система стала прообразом системы дахсала.